# Amycus igneus
Amycus igneus là một loài nhện trong họ Salticidae.
Loài này thuộc chi Amycus. Amycus igneus được Josef Anton Maximilian Perty miêu tả năm 1833.